# Ultra-low sulfur diesel
Ultra-low sulfur diesel (ULSD) ("ultralågsvavlig diesel") är en term som används för att beskriva dieselbränsle som uppfyller krav på mycket lågt innehåll av svavel. Sedan 2006 är nästan all petroleumbaserad diesel som finns tillgänglig i Europa och Nordamerika av denna typ.
Inom EU gäller sedan 2005 att svavelhalten ej får överstiga 50 ppm, och att diesel med högst 10 ppm skall finnas tillgänglig. Sedan 2009 är diesel med högst 10 ppm i huvudsak obligatorisk.